# Кривенцов, Михаил Кузьмич
Михаил Кузьмич Кривенцов (8 ноября 1899, Кустанай, Тургайская область, Российская империя — 7 февраля 1956, Москва, СССР) — советский военный деятель, полковник (1943).

## Начальная биография
Родился 8 ноября 1899 года в городе Кустанай. Русский.

## Военная служба

### Гражданская война
10 сентября 1918 года  был мобилизован в белую армию адмирала А. В. Колчака, служил рядовым и младшим унтер-офицером в городах Кустанай и Троицк. В мае — июне 1919 года перебежал в Красную Армию. После чего был отпущен домой.
15 октября 1919 года призван в РККА и зачислен письмоводителем в 1-й мобилизационный отдел города Кустанай.
В январе 1920 года командирован в Челябинский губернский военкомат, где назначен письмоводителем Челябинского губернского конского запаса. В апреле направлен курсантом на  13-е пехотные Вятские курсы, а оттуда в феврале 1921 года переведен на 56-е Черниговские пехотные командные курсы. Во время учебы был старшиной и врид командира взвода курсантов. По окончании последних оставлен на них командиром взвода. В августе 1922 года курсы были расформированы, а Кривенцов переведен командиром взвода в 5-ю Киевскую пехотную школу.

### Межвоенное время
В январе 1923 года направлен на учебу в 14-ю Полтавскую пехотную школу комсостава, после окончания которой в сентябре 1924 года назначен командиром взвода в 130-й Богунский стрелковый полк 44-й Киевской стрелковой дивизии в городе Житомир.
С января 1925 года служил командиром стрелковой роты, помощником начальника полковой школы и командиром пулеметной роты в 132-м Донецком стрелковом полку, а с ноября 1927 года — командиром роты в 131-м стрелковом полку этой же дивизии.
В декабре 1928 года назначен инструктором 1-го разряда Киевских военно-политических курсов при Объединенной Киевской школе командиров имени С. С. Каменева. В октябре 1929 года они были переименованы в Курсы подготовки командиров пехоты имени С. С. Каменева, а  Кривенцов служил на них командиром стрелковой роты и преподавателем артиллерии, начальником штаба батальона и командиром батальона курсантов.
С 4 сентября 1933 года переведен на курсы «Выстрел» на должность руководителя военных дисциплин 1-го сектора научно-исследовательского отдела, с июля 1935 года там же исполнял должность начальника полигона. С ноября 1937 по июль 1938 года проходил обучение на этих курсах. С августа 1938 года там же был преподавателем, а с октября 1940 года — старшим преподавателем огневого дела.

### Великая Отечественная война
С началом  войны подполковник  Кривенцов  в прежней должности. С июня 1942 года на тех же курсах «Выстрел» исполнял должности старшего преподавателя огневого дела курса командиров снайперских команд и автоматчиков, а с марта 1943 года — начальника курса командиров противотанковых и пулеметных рот, затем был начальником курса командиров батальонов КУОС.
В 1943 году принят в члены ВКП(б).
В июле 1944 года полковник  Кривенцов был направлен на 2-й Белорусский фронт, где назначен заместителем командира 283-й стрелковой Гомельской Краснознаменной дивизии. В составе 3-й армии участвовал с ней в Белорусской наступательной операции. Находясь в 394-м стрелковом полку, обеспечил выход передовых частей к реке Нарев, успешно руководил боями за город Рожан и при овладении городом и крепостью Остроленка. За успешные бои по овладению городами Остроленка и Ломжа дивизия была награждена  орденом Суворова 2-й степени (22.9.1944), а заместитель командира дивизии полковник  — орденом Красного Знамени.
С 27 ноября  Кривенцов был допущен к командованию 269-й стрелковой Рогачёвской Краснознаменной дивизией, которая в составе 41-го стрелкового корпуса 3-й армии вела бои на плацдарме на реке Нарев в районе города Рожан. С 14 января 1945 года с этого плацдарма она перешла в наступление в северо-западном направлении и участвовала в Восточно-Прусской, Млавско-Эльбингской наступательных операциях. 20 января её части вступили на территорию Восточной Пруссии, прорвали 18 оборонительных рубежей немцев, продвинулись с боями до 250 км и 25 марта овладели городом Хайлигенбайль. С выходом на побережье залива Фришес-Хафф они выполняли задачи по обороне побережья северо-западнее этого города. В начале апреля дивизия совершила 700-километровый марш в район города Франк-фурт-на-Одере и с 23 апреля в составе 1-го Белорусского фронта участвовала в Берлинской наступательной операции. Её части совместно с другими соединениями ликвидировали окруженную группировку немцев юго-восточнее Берлина и с боями пробились к городу Бранденбург. 7 мая они форсировали канал западнее города Гентин вышли на реку Эльба. За бои по ликвидации группы немецких войск, окруженных юго-восточнее Берлина, Указом ПВС СССР от 11.6.1945 дивизия была награждена орденом Кутузова 2-й степени.
За время войны комдив Кривенцов был шесть раз упомянут в благодарственных в приказах Верховного Главнокомандующего.

### Послевоенное время
После войны полковник  Кривенцов продолжал командовать дивизией в Минском ВО.
В октябре 1945 года был отстранен от должности и зачислен в распоряжение ГУК НКО, затем в январе 1946 года назначен старшим преподавателем огневой подготовки кафедры общей тактики Офицерской школы штабной службы Красной Армии.
С января 1947 года был старшим преподавателем кафедры огневой подготовки в Военно-педагогическом институте Советской Армии.
18 июля 1949 года уволен в отставку по болезни.

## Награды
СССР
- орден Ленина (21.02.1945)[5]
- два ордена Красного Знамени (02.12.1944, 03.11.1944[5])
- орден Кутузова II степени (10.04.1945)
- два ордена Отечественной войны I степени (06.04.1945, 1945)
- орден Красной звезды (16.11.1943)
- медали в том числе:
  - «За Победу над Германией в Великой Отечественной войне 1941—1945 гг.» (1945)
  - «За взятие Кенигсберга» (1945)
  - «За взятие Берлина» (1945)

Приказы (благодарности) Верховного Главнокомандующего в которых отмечен  М. К. Кривенцов.
- За овладение сильными опорными пунктами обороны немцев городами Макув, Пултуск, Цеханув, Нове-Място, Насельск. 17 января 1945 года. № 224.
- За овладение городами Восточной Пруссии Вилленберг, Ортельсбург, Морунген, Заальфельд и Фрайштадт – важными узлами коммуникаций и сильными опорными пунктами обороны немцев. 23 января 1945 года. № 246.
- За овладение штурмом  городами Вормдитт и Мельзак – важными узлами коммуникаций и сильными опорными пунктами обороны немцев. 17 февраля 1945 года. № 282.
- За овладение городом Браунсберг – сильным опорным пунктом обороны немцев на побережье залива Фриш-Гаф. 20 марта 1945 года. № 303.
- За завершение ликвидации окруженной восточно-прусской группы немецких войск юго-западнее Кенигсберга. 29 марта 1945 года. № 317.
- За завершение ликвидации группы немецких войск, окруженной юго-восточнее Берлина. 2 мая 1945 года. № 357.

Иностранные награды
- Орден «Легион почёта» (США) (май 1945)

## Труды
- М. Кривенцов. Боевые действия стрелкового батальона зимой/  - Киев : На вартi, 1935. - 69 с. : ил.; 24 см.